# Veli Iž
Veli Iž je naselje na otoku Ižu, u sastavu Grada Zadra.  

## Zemljopisni položaj
Veli Iž se nalazi na otoku Ižu, te je glavno naselje na otoku. 

## Stanovništvo
Prema popisu stanovništva iz 2001. godine, naselje je imalo 450 stanovnika.                
Prema popisu iz 2011. naselje je imalo 400 stanovnika.
| broj stanovnika | 722   | 897   | 1044  | 1205  | 1318  | 1431  | 1753  | 1484  | 1321  | 1224  | 1021  | 847   | 556   | 468   | 410   | 400   | 323   |
|                 | 1857. | 1869. | 1880. | 1890. | 1900. | 1910. | 1921. | 1931. | 1948. | 1953. | 1961. | 1971. | 1981. | 1991. | 2001. | 2011. | 2021. |

## Poznate osobe
- don Blaž Cvitanović, hrv. katolički svećenik, prirodoslovac

## Vanjske poveznice
|  | Zajednički poslužitelj ima još gradiva o temi Veli Iž |

|  | Portal Hrvatske – Pristup člancima s tematikom o Hrvatskoj. |